# Jan Sawicki (biathlonista)
Jan Anatoljewicz Sawicki (ros. Ян Анатольевич Савицкий, Jan Sawickij; ur. 29 kwietnia 1987) – kazachski biathlonista, uczestnik Zimowych Igrzysk Olimpijskich, trzykrotnie zdobywał punkty do klasyfikacji generalnej Pucharu Świata w biathlonie.

## Osiągnięcia

### Zimowe Igrzyska Olimpijskie
| 2010 Vancouver/Whistler (Kanada)   | 64. miejsce (IN), 39. miejsce (SP), 27. miejsce (PU), 18. miejsce (RL)  |
| 2014 Soczi/Krasnaja Polana (Rosja) | 20. miejsce (IN), 43. miejsce (SP), 29. miejsce (PU), 15. miejsce (RM), |

### Mistrzostwa świata
| 2007 Anterselva (Włochy)             | 83. miejsce (IN)                                                                                   |
| 2008 Östersund (Szwecja)             | 17. miejsce (RL)                                                                                   |
| 2009 P'yŏngch'ang (Korea Południowa) | 93. miejsce (SP), 20. miejsce (RL)                                                                 |
| 2011 Chanty-Mansyjsk (Rosja)         | 81. miejsce (IN)                                                                                   |
| 2012 Ruhpolding (Niemcy)             | 28. miejsce (IN), 27. miejsce (SP), 36. miejsce (PU), 15. miejsce (RL)                             |
| 2013 Nove Mesto (Czechy)             | 11. miejsce (IN), 47. miejsce (SP), 49. miejsce (PU), LPD (RL)                                     |
| 2015 Kontiolahti (Finlandia)         | 86. miejsce (IN), 96. miejsce (SP), 17. miejsce (RL)                                               |
| 2016 Oslo (Norwegia)                 | 11. miejsce (IN), 40. miejsce (SP), 19. miejsce (PU), 29. miejsce (MS), LPD (RL), 15. miejsce (MR) |
| 2017 Hochfilzen (Austria)            | 33. miejsce (IN), 24. miejsce (SP), 33. miejsce (PU), 14. miejsce (RL), 11. miejsce (MR)           |

### Puchar Świata
| Sezon     | Miejsce |
| --------- | ------- |
| 2009/2010 | 94.     |
| 2010/2011 | 90.     |
| 2011/2012 | 70.     |
| 2012/2013 | 52.     |
| 2013/2014 | 77.     |
| 2014/2015 | 64.     |
| 2015/2016 | 51.     |
| 2016/2017 | 67.     |

### Mistrzostwa świata juniorów
| 2007 Martello (Włochy)   | 33. miejsce (IN), 20. miejsce (SP), 16. miejsce (PU)                   |
| 2008 Ruhpolding (Niemcy) | 52. miejsce (IN), 52. miejsce (SP), 28. miejsce (PU), 16. miejsce (RL) |

### Mistrzostwa Europy
| 2008 Nove Mesto (Czechy) | 24. miejsce (IN), 12. miejsce (SP), 21. miejsce (PU) |